# Consell Econòmic Transatlàntic

Els Estats Units (carbassa) i la Unió Europea (verd)

El Consell Econòmic Transatlàntic (CET) és un organisme constituït entre els Estats Units i la Unió Europea per dirigir la cooperació econòmica entre les seves economies.

## Establiment i direcció
El CET fou establert mitjançant un acord signat el 30 d'abril de 2007 a la Casa Blanca per part del president dels Estats Units George W. Bush, la presidenta del Consell Europeu Angela Merkel (també cancellera d'Alemanya) i el president de la Comissió Europea José Manuel Durão Barroso.
El Consell està dirigit conjuntament per part d'un directiu de la UE i d'un altre dels Estats Units. Actualment, aquests són Caroline Atkinson, consellera adjunta de Seguretat Nacional pels Afers Econòmics Internacionals, i Cecilia Malmström, Comissària Europea pel Comerç. El Consell es reuneix un mínim d'una vegada cada any, a petició dels dirigents.

## Obra
El Consell té la funció d'ajudar a buscar objectius conjunts en assumptes econòmics, a més d'harmonitzar regulacions. A més, entre les seves prioritats també s'hi troben la seguretat viària, la conservació petrolífica, la prova de cosmètics (buscant alternatives a les proves en animals), noves tecnologies, i més cooperació. Tot i així, el Consell ha estat criticat per empantanegar-se en petits detalls i fallar en produir resultats.
A la reunió del CET del 17 de desembre de 2010, els líders van publicar una U.S.-EU declaració conjunta del Consell Econòmic Transatlàntic Arxivat 2016-03-08 a Wayback Machine..